# الغول 68
ALGOL 68 (اختصار لـ Algorithmic Language 1968) هي لغة برمجة ضرورية تم تصورها كخلف للغة البرمجة ALGOL 60، المصممة بهدف نطاق تطبيق أوسع بكثير وعلم بناء جملة ودلالات أكثر دقة.
إن تعقيد تعريف اللغة، الذي يمتد إلى عدة مئات من الصفحات المليئة بالمصطلحات غير القياسية، جعل تنفيذ المترجم صعبًا وقيل إنه «لا يوجد تطبيقات ولا مستخدمين». كان هذا صحيحًا جزئيًا فقط. وجد ALGOL 68 استخدامه في العديد من الأسواق المتخصصة، لا سيما في المملكة المتحدة حيث كان شائعًا على أجهزة الكمبيوتر الدولية المحدودة (ICL)، وفي أدوار التدريس. خارج هذه الحقول، كان الاستخدام محدودًا نسبيًا.
ومع ذلك، كانت مساهمات ALGOL 68 في مجال علوم الكمبيوتر عميقة وواسعة النطاق ودائمة، على الرغم من أن العديد من هذه المساهمات تم تحديدها علنًا فقط عندما ظهرت مرة أخرى في لغات البرمجة التي تم تطويرها لاحقًا. تم تطوير العديد من اللغات على وجه التحديد كاستجابة للتعقيد المتصور للغة ، وأبرزها باسكال ، أو كانت إعادة تطبيق لأدوار محددة ، مثل Ada.
تتبع العديد من اللغات في السبعينيات تصميمها على وجه التحديد إلى ALGOL 68 ، مع اختيار بعض الميزات مع التخلي عن الآخرين التي كانت تعتبر معقدة للغاية أو خارج النطاق بالنسبة لأدوار معينة. من بينها اللغة C، التي تأثرت بشكل مباشر بـ ALGOL 68، لا سيما من خلال كتابتها القوية وهياكلها. تتبع معظم اللغات الحديثة بعضًا من تركيبها على الأقل إلى C أو Pascal، وبالتالي بشكل مباشر أو غير مباشر إلى ALGOL 68.